# Alvin Ganzer
Alvin Ganzer (né le 27 août 1911 à Cold Spring, dans le Minnesota, (États-Unis) et mort le 3 janvier 2009 à Kauai, à Hawaï) est un réalisateur, scénariste et producteur de cinéma américain.

## Filmographie

### Réalisateur de cinéma
courts-métrages
- 1947 : Midnight Serenade
- 1948 : Tropical Masquerade
- 1948 : Big Sister Blues
- 1948 : Catalina Interlude

longs-métrages
- 1953 : Les Belles de l'île du plaisir (en) (The Girls of Pleasure Island)
- 1956 : L'Ange du ring (en) (The Leather Saint)
- 1958 : Country Music Holiday (en)
- 1965 : When the Boys Meet the Girls (en)
- 1967 : La Belle et le Serpent (Three Bites of the Apple)

### Réalisateur de télévision
- 1952 : China Smith (en) (série télévisée)
- 1955 : Science Fiction Theater (série télévisée)
- 1955 : Highway Patrol (en) (série télévisée)
- 1959 : Men into Space (en) (série télévisée)
- 1965 : Ne mangez pas les marguerites (Please Don't Eat the Daisies) (série télévisée)
- 1965 : Perdus dans l'espace (Lost in Space) (série télévisée)
- 1975 : The Blue Knight (en) (série télévisée)
- 1975 : Joe Forrester (série télévisée)
- 1976 : Quincy (Quincy M.E.) (série télévisée)
- 1977 : The Hardy Boys/Nancy Drew Mysteries (série télévisée)
- 1978 : The American Girls (en) (série télévisée)
- 1978 : David Cassidy - Man Undercover (en) (série télévisée)

### Scénariste de cinéma
- 1956 : L'Ange du ring (en) (The Leather Saint)

### Producteur de cinéma
- 1967 : La Belle et le Serpent (Three Bites of the Apple)